# Almoloya de Juárez
Almoloya de Juárez  è un comune e una città dello stato del Messico, il cui capoluogo è la località omonima.